# Торбей (община)
Община „Торбей“ (на английски: Torbay) е една от десетте административни единици в област (графство) Девън, регион Югозападна Англия. Има статут на самостоятелна, самоуправляваща се община, независима от областната управа.
Населението на общината към 2008 година е 134 000 жители разпределени в множество селища на площ от 62.88 квадратни километра. Главен град на общината е Торки.
Торбей е популярна дестинация в туристическия бранш. Наричана е „Английската ривиера“ поради мекия климат и местата за плажуване.

## География
Община „Торбей“ е разположена в югоизточна част на област Девън по крайбрежието на едноименен залив към „Английския канал“ наричан още Ла Манш.
Градове на територията на общината:
| град    | на английски | население |
| ------- | ------------ | --------- |
| Торки   | Torquay      | 63 998    |
| Пейнтън | Paignton     | 47 398    |
| Бриксам | Brixham      | 17 457    |

## Демография
Разпределение на населението по религиозна принадлежност към 2001 година:
| религия          | на английски        | брой жители |
| ---------------- | ------------------- | ----------- |
| Християни        | Christian           | 98 820      |
| Будисти          | Buddhist            | 196         |
| Хиндуисти        | Hindu               | 66          |
| Евреи            | Jewish              | 159         |
| Мюсюлмани        | Muslim              | 341         |
| Сикхи            | Sikh                | 50          |
| Други            | Other               | 476         |
| Атеисти          | No religion         | 19 345      |
| Запазена в тайна | Religion not stated | 10 253      |